# Річне (Калінінградська область)
Річне (рос. Речное) — селище Гвардійського міського округу, Калінінградської області Росії. Входить до складу Знаменського сільського поселення.
Населення — 16 осіб (2015 рік).

## Населення
| 2002 | 2010 |
| ---- | ---- |
| 18   | ↘16  |